# Olympische Sommerspiele 2008/Teilnehmer (Tonga)
| Gelbes Symbol für Goldmedaillen mit stilisierten Olympischen Ringen | Graues Symbol für Silbermedaillen mit stilisierten Olympischen Ringen | Braundes Symbol für Bronzemedaillen mit stilisierten Olympischen Ringen |
| ------------------------------------------------------------------- | --------------------------------------------------------------------- | ----------------------------------------------------------------------- |
| —                                                                   | —                                                                     | —                                                                       |

Tonga nahm bei den Olympischen Sommerspielen 2008 in Peking zum siebten Mal an Olympischen Sommerspielen teil und wurde durch drei Athleten vertreten. Fahnenträgerin bei der Eröffnungsfeier war ʻAna Poʻuhila.

## Teilnehmer nach Sportarten

### Gewichtheben
- Maamaloa Lolohea
Männer, über 105 kg: 13. Platz

### Leichtathletik
- ʻAna Poʻuhila
Frauen, Kugelstoßen: 27. Platz
- ʻAisea Tohi
Männer, 100 m: 71. Platz